# Pour que tu ne te perdes pas dans le quartier
Pour que tu ne te perdes pas dans le quartier est un roman de Patrick Modiano paru le 2 octobre 2014 aux éditions Gallimard.

## Résumé
Le roman s'ouvre sur une citation de Stendhal, tirée de Vie de Henry Brulard : « Je ne puis pas donner la réalité des faits, je n'en puis présenter que l'ombre. »
Ce récit relate l'histoire de Jean Daragane, un écrivain qui, ayant perdu son carnet, est contacté par Gilles Ottolini qui souhaite le lui rendre. Lors de leur rencontre, Gilles évoque un monsieur Torstel, présent dans le carnet d'adresses. Il demande à Jean des informations sur cet homme sur lequel il enquête, mais l'écrivain dit ne pas s'en souvenir. Gilles et sa compagne Chantal Grippay donnent donc des photocopies du « Dossier ». En lisant celui-ci, Jean tombe sur le nom d'Annie Astrand. Cela le replonge dans une chaîne de souvenirs, jusqu'alors oubliés...

## Analyse
Trois époques de la vie du personnage principal, Jean Daragane, s'entrelacent dans le roman :
- L'enfance de Jean Daragane : il a 7 ans. Peut-être 1951 (date de l’assassinat du personnage secondaire Colette Laurent) ou 1952 (date de publication de Fabrizio Lupo que lisent les deux personnages secondaires Bob Bugnand et Jacques Perrin de Lara). Cette période va peut-être jusqu'à 1956, date de publication d’Arbre mon ami de Minou Drouet, que Jean Daragane jalouse.
- La jeunesse de Jean Daragane : vraisemblablement autour de 1967. Cette année-là, Jean Daragane a 21 ans, Annie Astrand 36.
- Le "présent" de Jean Daragane : 2013 (une allusion est également faite à l'année 2011).

## Personnages
- Jean Daragane, le personnage principal
- Gilles Ottolini, ayant trouvé le carnet de l'écrivain, il lui demande des renseignements sur un certain Guy Torstel
- Chantal Grippay, une jeune femme à la robe de satin noir et hirondelles jaunes, aux activités "spéciales"
- Jacques Perrin de Lara, Guy Torstel, Bob Bugnand, les amis de la mère de Daragane
- Annie Astrand, une fille de nuit dans un cabaret, a des amis louches. Elle s'occupe de Jean en l'absence de ses parents.
- Roger Vincent, un bon ami d'Annie, possède une grosse voiture américaine, semble avoir des activités louches.
- Colette Laurent, une amie d'Annie
- Dr Voustraat, le médecin de Saint-Leu-la-Forêt, qui a soigné Jean Daragane lorsqu'il était enfant.

## Éditions
- Éditions Gallimard, coll. « Blanche », 2014  (ISBN 978-2-07-014693-2)